# Franklin Buchanan

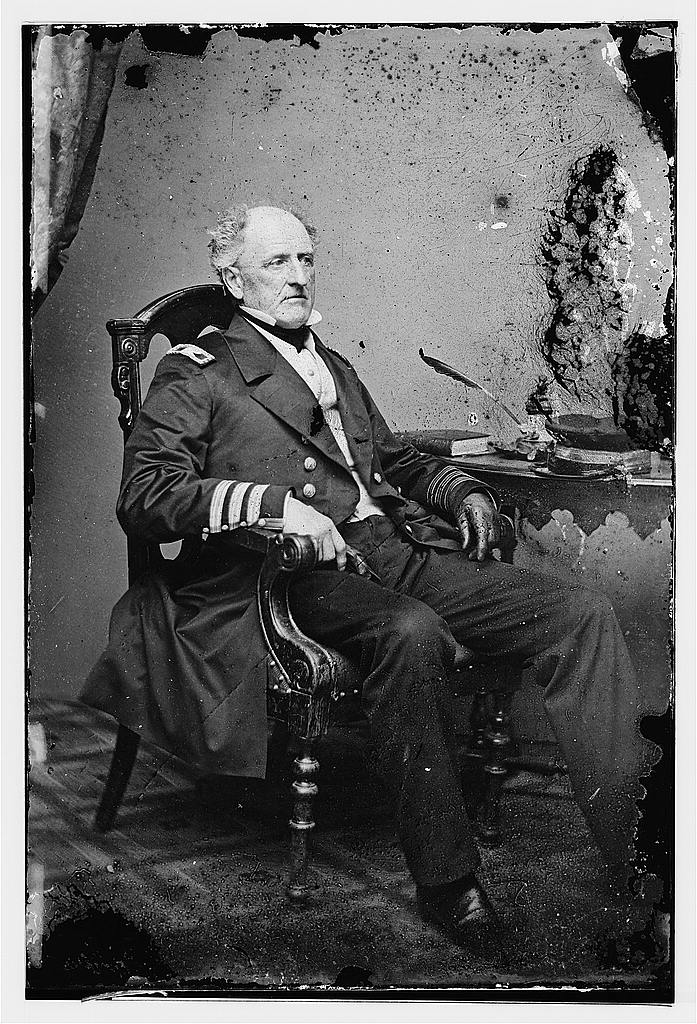
Franklin Buchanan

Franklin Buchanan, född 13 september 1800 i Baltimore, Maryland, död 11 maj 1874 i Talbot County, Maryland, var officer i  U.S. Navy och blev amiral i Konfedererade flottan under amerikanska inbördeskriget.
Buchanan började i amerikanska flottan 1815, befordrades till löjtnant 1825, örlogskapten 1841 och kommendör 1855. Han förde befäl över örlogsmän som USS Vincennes, USS Germantown och  USS Susquehanna, sistnämnda fartyg under Perrys expedition till Japan på 1850-talet. 1845-1847 var Buchanan förste chef för United States Naval Academy. Vid inbördeskrigets utbrott anslöt han sig till Amerikas konfedererade stater (Sydstaterna). 
1862 utämndes Buchanan till amiral och gavs befäl över sydstaternas flottstridskrafter i Mobile Bay, Alabama. Där övervakade han byggandet av järnklädda CSS Tennessee och utnyttjade detta fartyg som flaggskepp under slaget i Mobile Bay 5 augusti 1864. Buchanan sårades och tillfångatogs vid slaget och utväxlades inte förrän i februari 1865. Han deltog inte vidare i fientligheterna. Efter kriget bosatte sig Buchanan först i Maryland, flyttade så till Mobile där han arbetade som affärsman till 1870. Sedan flyttade han åter till Maryland, där han avled i maj 1874.
Amerikanska flottan har namngivit USS Buchanan efter amiral Buchanan.